# Micaria palmgreni
Espèce
Micaria palmgreni est une espèce d'araignées aranéomorphes de la famille des Gnaphosidae.

## Distribution
Cette espèce est endémique de Finlande.

## Description
La femelle mesure 2,75 mm.

## Publication originale
- Wunderlich, 1980 : Revision der europäischen Arten der Gattung Micaria Westring 1851, mit Anmerkungen zu den übrigen paläarktischen Arten (Arachnida: Araneida: Gnaphosidae). Zoologische Beiträge (N.F.), vol. 25, p. 233-341.